# Kategoria e parë 2025/26
Die Kategoria e parë 2025/26 soll die 78. Spielzeit der zweithöchsten albanischen Fußballliga und die 28. Saison unter diesem Namen werden.

## Modus
Die 12 Vereine der Kategoria e parë spielen in einer eingleisigen Liga jeweils drei Mal gegeneinander. Die beiden besten Mannschaften steigen direkt in die Kategoria Superiore auf. Ein möglicher dritter Aufsteiger wird zwischen dem Dritt- bis Sechstplatzierten und dem Achten der ersten Liga über die Aufstiegs-Relegation ermittelt.
Die letzten zwei Mannschaften steigen direkt in die Kategoria e dytë ab. Der Neunte und Zehnte spielen in der Abstiegs-Relegation um den Klassenerhalt.

## Vereine
Abgestiegen aus der Kategoria Superiore sind KF Skënderbeu Korça und KF Laçi. Aus der Kategoria e dytë sind KS Iliria und AF Luftëtari Gjirokastra aufgestiegen.
| Verein                   | Ort         | Stadion                         |
| ------------------------ | ----------- | ------------------------------- |
| KF Apolonia Fier         | Fier        | Loni-Papuçiu-Stadion            |
| KS Besa Kavaja           | Kavaja      | Besa-Stadion                    |
| KS Burreli               | Burrel      | Liri-Ballabani-Stadion          |
| KS Kastrioti Kruja       | Kruja       | Redi-Maloku-Stadion             |
| KS Korabi Peshkopi       | Peshkopia   | Korab-Stadion                   |
| FK Kukësi                | Kukës       | Zeqir-Ymeri-Stadion             |
| KF Laçi                  | Laç         | Laç-Stadion                     |
| KS Lushnja               | Lushnja     | Abdurrahman-Roza-Haxhiu-Stadion |
| KS Pogradeci             | Pogradec    | Gjorgji-Kyçyku-Stadion          |
| KF Skënderbeu Korça      | Korça       | Skënderbeu-Stadion              |
| KS Iliria                | Fushë-Kruja | Fushë-Kruja-Stadion             |
| AF Luftëtari Gjirokastra | Gjirokastra | Stadion Gjirokastra             |

## Tabelle
| Pl. | Verein                       | Sp. | S | U | N | Tore    | Diff. | Punkte |
| --- | ---------------------------- | --- | - | - | - | ------- | ----- | ------ |
| 1.  | KF Skënderbeu Korça (A)      | 0   | 0 | 0 | 0 | 000:000 | ±0    | 0      |
| 2.  | KF Laçi (A)                  | 0   | 0 | 0 | 0 | 000:000 | ±0    | 0      |
| 3.  | KS Besa Kavaja               | 0   | 0 | 0 | 0 | 000:000 | ±0    | 0      |
| 4.  | KS Burreli                   | 0   | 0 | 0 | 0 | 000:000 | ±0    | 0      |
| 5.  | KS Pogradeci                 | 0   | 0 | 0 | 0 | 000:000 | ±0    | 0      |
| 6.  | KF Apolonia Fier             | 0   | 0 | 0 | 0 | 000:000 | ±0    | 0      |
| 7.  | KS Lushnja                   | 0   | 0 | 0 | 0 | 000:000 | ±0    | 0      |
| 8.  | KS Korabi Peshkopi           | 0   | 0 | 0 | 0 | 000:000 | ±0    | 0      |
| 9.  | KS Kastrioti Kruja           | 0   | 0 | 0 | 0 | 000:000 | ±0    | 0      |
| 10. | FK Kukësi                    | 0   | 0 | 0 | 0 | 000:000 | ±0    | 0      |
| 11. | KS Iliria (N)                | 0   | 0 | 0 | 0 | 000:000 | ±0    | 0      |
| 12. | AF Luftëtari Gjirokastra (N) | 0   | 0 | 0 | 0 | 000:000 | ±0    | 0      |

Platzierungskriterien: 1. Punkte – 2. Direkter Vergleich (Punkte, Tordifferenz, geschossene Tore) – 3. Tordifferenz – 4. geschossene Tore

| (A) | Absteiger aus der Kategoria Superiore 2024/25: KF Skënderbeu Korça, KF Laçi         |
| (N) | Neuaufsteiger aus der Kategoria e dytë 2024/25: KS Iliria, AF Luftëtari Gjirokastra |